# Ludányhalászi
Ludányhalászi es un pueblo ubicado en el condado de Nógrád, Hungría.

## Superficie
Posee una superficie de 21,13 kilómetros cuadrados.

## Demografía
Hasta 2021 la población era de 1381 habitantes, con una densidad de población de 65,35 habitantes por kilómetro cuadrado.